# Lil Pump (singolo)
Lil Pump è un singolo del rapper statunitense omonimo, pubblicato il 18 febbraio 2017 su etichette discografiche Tha Light Global e Warner Records.

## Video musicale
Il videoclip è stato pubblicato sul canale YouTube del rapper il 5 giugno 2016.

## Tracce
1. Lil Pump – 2:22